# صحيفة الوحدة (تونس)
الوحدة عي صحيفة أسبوعية سياسية إخبارية جامعة يصدرها حزب الوحدة الشعبية بتونس.
- صدر عددها الأول يوم 10 أكتوبر/تشرين الأول 1981.
- أدارها عند صدورها محمد بلحاج عمر ثم تولى إدارتها محمد بوشيحة بعد توليه الأمانة العامة للحزب.
- تعرضت في الثمانينات للتعطيل أكثر من مرة كانت أولاها في ديسمبر 1982 حيث حكم عليها بالتوقف لمدة ستة أشهر.
- تحتوي على بعض الصفحات باللغة الفرنسية.